# Nationaal park Ranomafana
Nationaal park Ranomafana (Frans: Parc national de Ranomafana) is een nationaal park in Centraal-Madagaskar. Het park heeft een oppervlakte van 416 km². De naam betekent 'heet water' (Rano = water; Mafana = heet) en verwijst naar het nabijgelegen dorp Ranomafana waar zich warmwaterbronnen bevinden waar de Fransen in de koloniale periode een kuuroord aanlegden, waaromheen het dorp ontstond.
Bij de ingang van het park bevindt zich Centre Valbio, het belangrijkste wetenschappelijke instituut van Madagaskar op het gebied van biodiversiteit. Het centrum is opgericht en wordt geleid door de Amerikaanse primatoloog Patricia Wright.

## Geschiedenis
Het gebied van het nationaal park werd lange tijd beschermd tegen menselijke invloeden doordat het gelegen is op zeer steile hellingen, wat de exploitatie bemoeilijkte. Nadat in 1985 de gouden halfmaki werd ontdekt nabij het dorp Ranomafana in dezelfde periode dat ook de breedsnuithalfmaki werd ontdekt, werden stappen ondernomen om het leefgebied van beide soorten te beschermen. Dit leidde er uiteindelijk toe dat op 31 mei 1991 het nationaal park Ranomafana werd ingesteld ter bescherming van de unieke biodiversiteit van het lokale ecosysteem en voor het verminderen van de menselijke druk op het gebied. Sinds 2007 vormt het park onderdeel van het UNESCO werelderfgoed regenwouden van de Atsinanana.
De meeste bezoekers van het park komen uit Frankrijk (30 tot 40%), gevolgd door Madagaskar, Italië, het Verenigd Koninkrijk en Duitsland. In 2009 daalde het aantal bezoekers sterk als gevolg van de staatsgreep die dat jaar gepleegd werd. Sindsdien is het aantal bezoekers weer gestegen.
| Ontwikkeling van het aantal bezoekers |        |        |        |        |        |        |
| Jaar                                  | 2007   | 2007   | 2009   | 2009   | 2012   | 2012   |
| Bezoekers                             | 19.487 | 19.487 | 12.058 | 12.058 | 27.020 | 27.020 |
| Fransen                               | 7.861  | 40%    | 3.897  | 32%    | 10.377 | 38%    |
| Malagassiërs                          | 3.222  | 17%    | 4.682  | 39%    | 7.565  | 28%    |
| Italianen                             | 2.442  | 13%    | 774    | 6%     | 1.783  | 7%     |
| Engelsen                              | 1.324  | 7%     | 622    | 5%     | 1.671  | 6%     |
| Duitsers                              | 1.008  | 5%     | 421    | 3%     | 1.195  | 4%     |
| Nederlanders                          | 710    | 4%     | 282    | 2%     | 928    | 3%     |
| Belgen                                | 475    | 2%     | 104    | 1%     | 379    | 1%     |

## Geografie
Het park ligt in een bergachtig deel van het Centraal Hoogland op een hoogte van 600 tot 1400 meter en is grotendeels bedekt met een dicht tropisch regenwoud, waaronder nevelwoud, laaglandregenwoud en hooglandbos. In de bossen komen verschillende zeldzame soorten flora en fauna voor.
Het park is gelegen op 65 kilometer ten noordoosten van Fianarantsoa en 139 km ten westen van Mananjary op de grens van de regio's Haute Matsiatra en Vatovavy-Fitovinany. De nationale wegen RN 45 en RN 25 lopen door het park. Nabij het park ligt het dorp Ranomafana. De ingang van het park ligt 6,5 kilometer verderop bij het dorp Ambodiamontana.
Naast het park stroomt de rivier de Namorona, waarin de Andriamamovokawaterval zich bevindt. Door het park lopen een aantal zijrivieren van de Namorona.

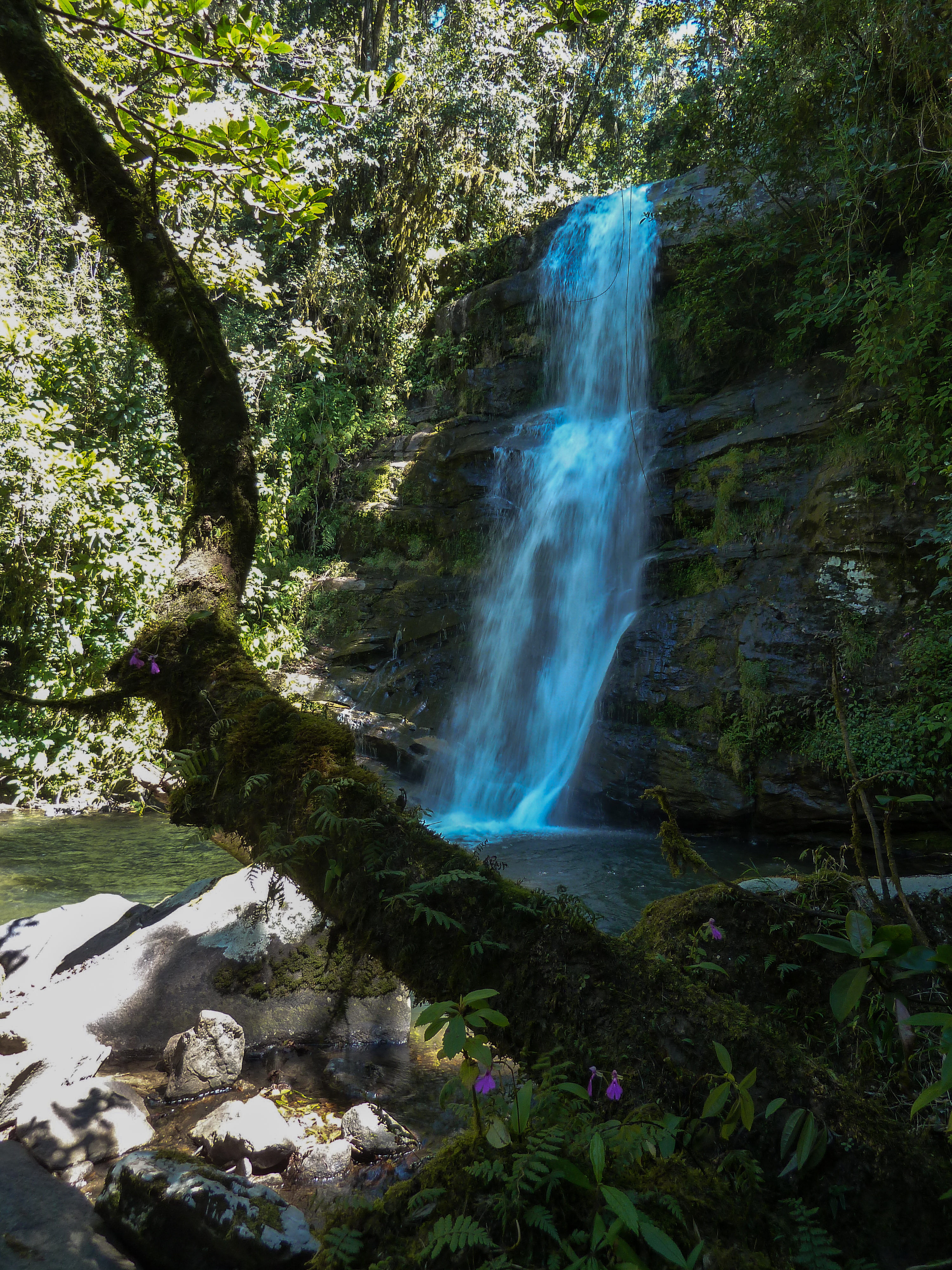
Waterval in het nationaal park
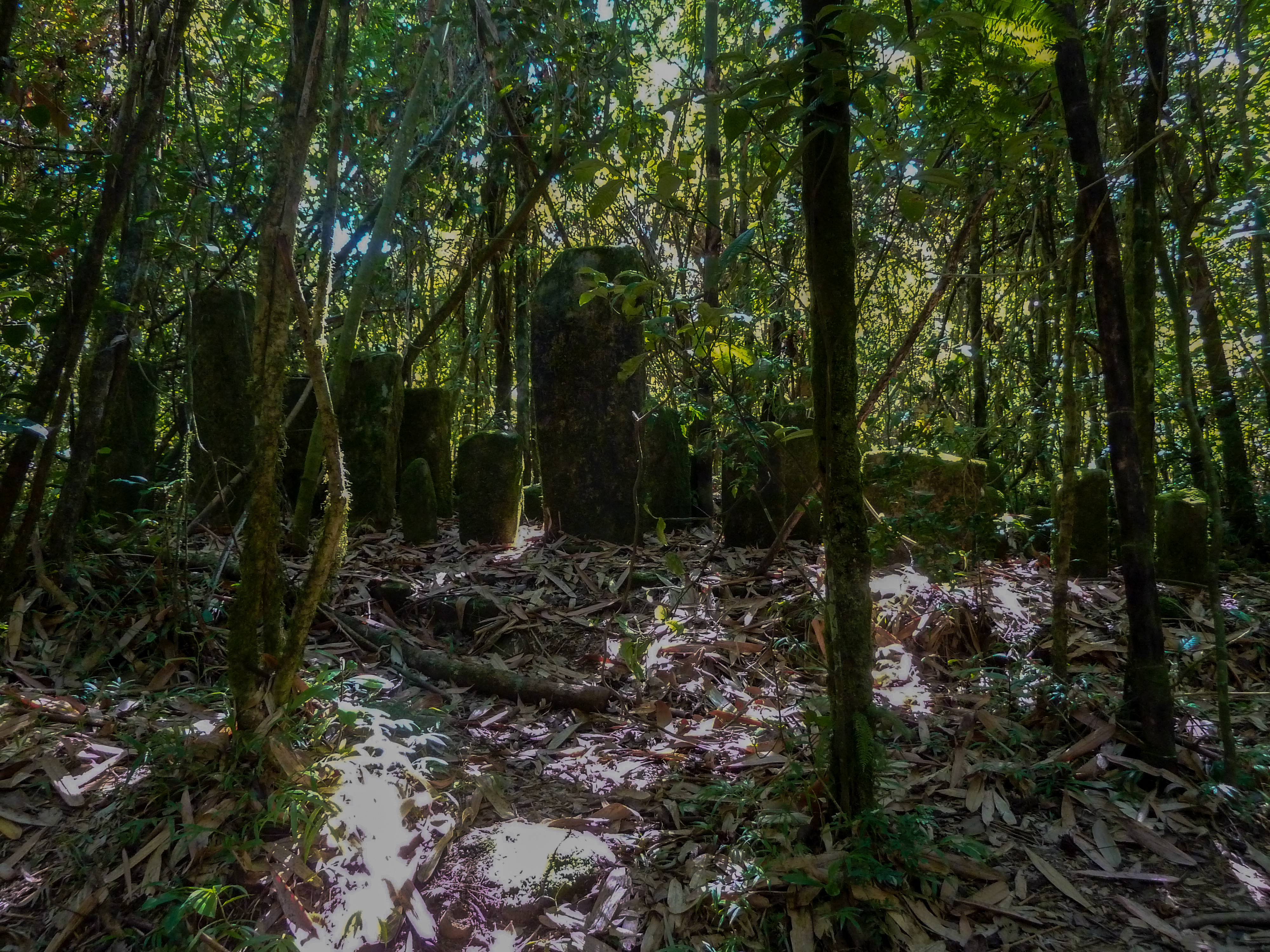
Voormalige gedenkplaats voor de overledenen van de Betsileo
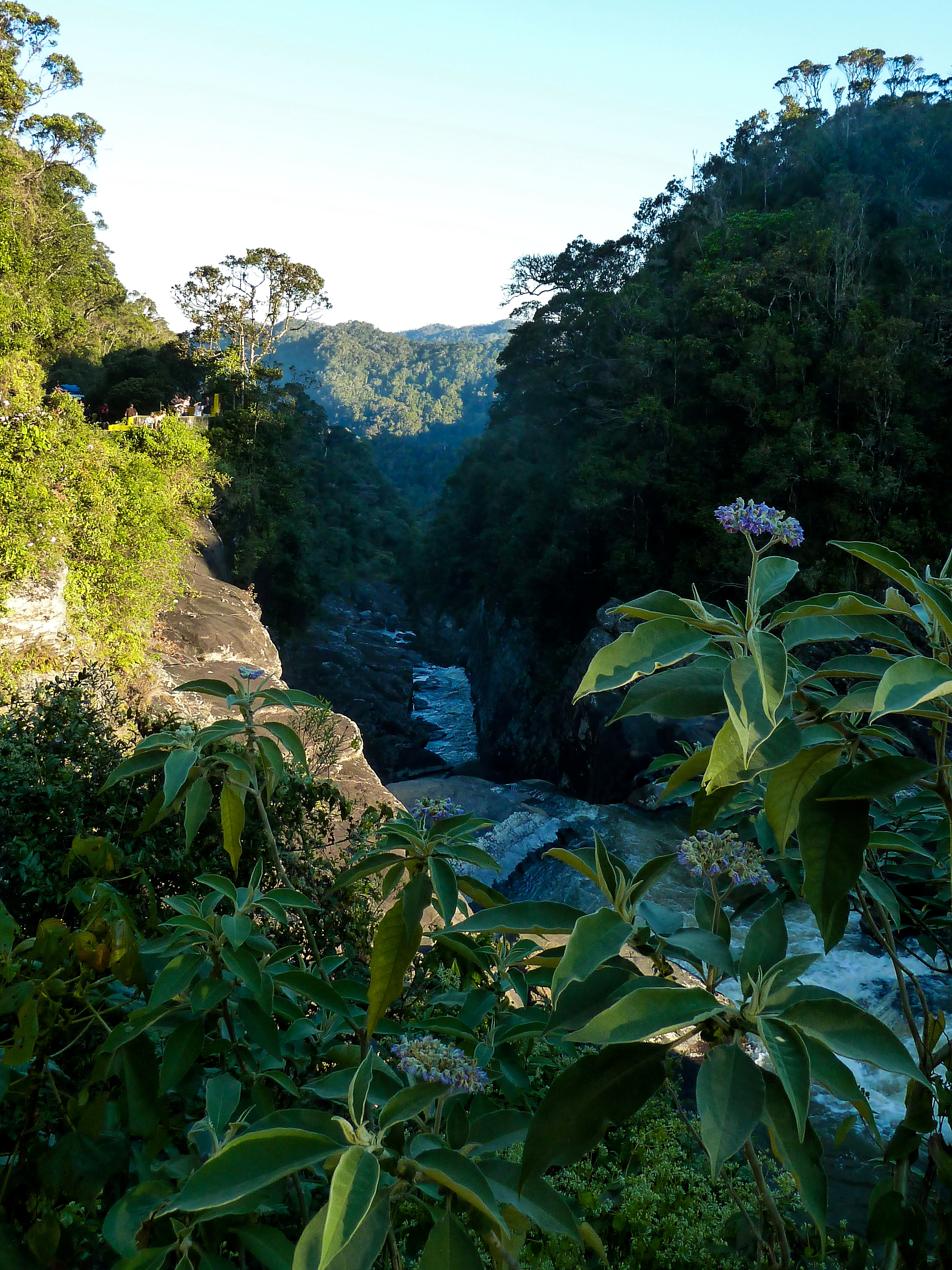
Andriamamovokawaterval

## Flora
In het regenwoud komen veel soorten voor uit de maagdenpalmfamilie (Apocynaceae), palmenfamilie (Arecaceae), sterbladigenfamilie (Rubiaceae) en wolfsmelkfamilie (Euphorbiaceae). Tot de economisch waardevolle soorten in het regenwoud behoren palissander (Dalbergia), 'maka' (Weinmania bojeriana en Weinmania proxima) en 'varongy' (Ocotea thouvenotii). Tot de vele epifyten in het regenwoud behoren de pteropside (vogel)nestvaren (Asplenium nidus) en orchideeën uit de families Bulbophyllum en Eulophiella.

## Fauna
In het park leven 12 soorten lemuren, waarvan een aantal diurnale soorten zoals de gouden halfmaki (Hapalemur aureus), de grijze halfmaki (Hapalemur griseus), de breedsnuithalfmaki (Prolemur simus), de Milne-Edwards' sifaka (Propithecus edwardsi), de roodbuikmaki (Eulemur rubriventer) de roodkopmaki (Eulemur rufus) en enkele nocturnale soorten zoals de rode muismaki (Microcebus rufus), het vingerdier of aye-aye (Daubentonia madagascariensis), de kleintandwezelmaki (Lepilemur microdon), de grote katmaki (Cheirogaleus majors) en de Avahi peyrierasi.
Andere zoogdieren in het park zijn de fretkat of fossa (Cryptoprocta ferox), de fanaloka (Fossa fossana), de ringstaartmangoest (Galidia elegans), de gewone tenrek (Tenrec ecaudatus) en de zeer zeldzame watertenrek (Limnogale mergulus).
In het park leven 118 vogelsoorten, waarvan 68 in Madagaskar met uitsterven bedreigd worden. Endemische vogelsoorten zijn onder andere de madagaskarhavik (Accipiter henstii), de madagaskargrasvogel (Amphilais seebohmi), de geelbrauwfoditany (Crossleyia xanthophrys), de bruine steltral (Mesitornis unicolor), de kortsnavelhoningasitie (Neodrepanis hypoxantha), de Madagaskar-blauwe duif (Alectroenas madagascariensis) en de Pollens vanga (Xenopirostris polleni).
Verder zijn er een groot aantal reptielensoorten te vinden zoals gekko's, kameleons (zoals Calumma nasutum en de wenkbrauwkameleon (Brookesia superciliaris)) en boa's en amfibieën zoals Aglyptodactylus madagascariensis, Boophis bottae, Boophis arcanus, Boophis erythrodactylus, Blommersia blommersae, Heterixalus alboguttatus, Mantella baroni, Mantella bernhardi, verschillende soorten Mantidactylus, Platypelis grandis, Scaphiophryne marmorata en Scaphiophryne spinosa.
In het park leven 67 soorten weekdieren, waarvan 85% endemisch zijn, waaronder de grote agaatslak (Achatina fulica) en Helicophanta farafanga.
Ook leven er talloze soorten geleedpotigen, waaronder endemische soorten als Acreaea boya, de komeetstaartvlinder (Argema mittrei), Charaxes cowani, Euxanthe madagascariensis, Caerostris darwini, Graphium endochus en Trachelophorus giraffa.

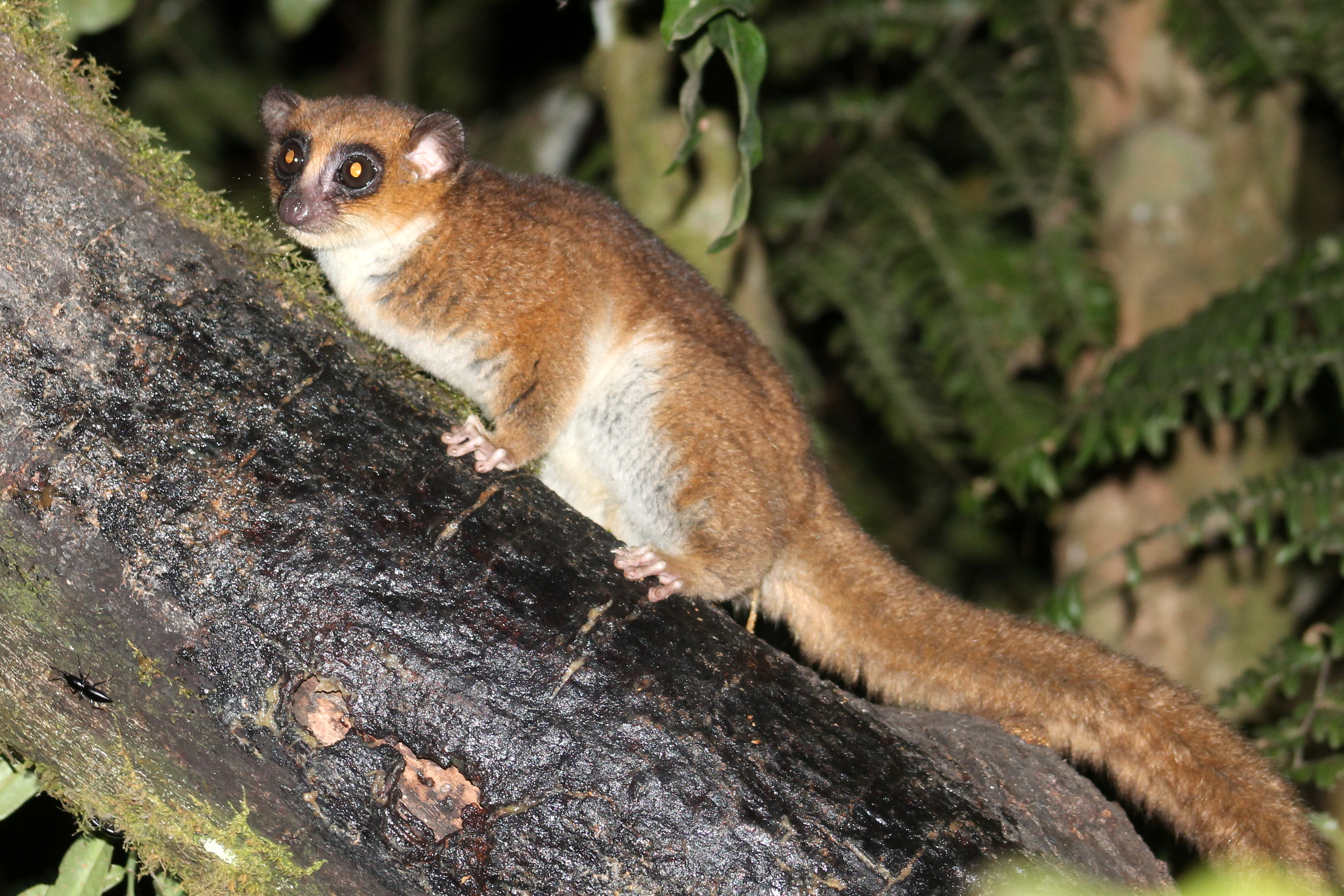
Grote katmaki (Cheirogaleus major)
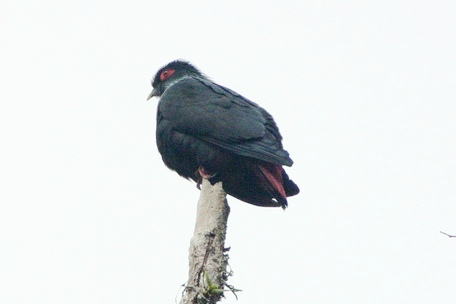
Madagaskar-blauwe duif (Alectroenas madagascariensis)
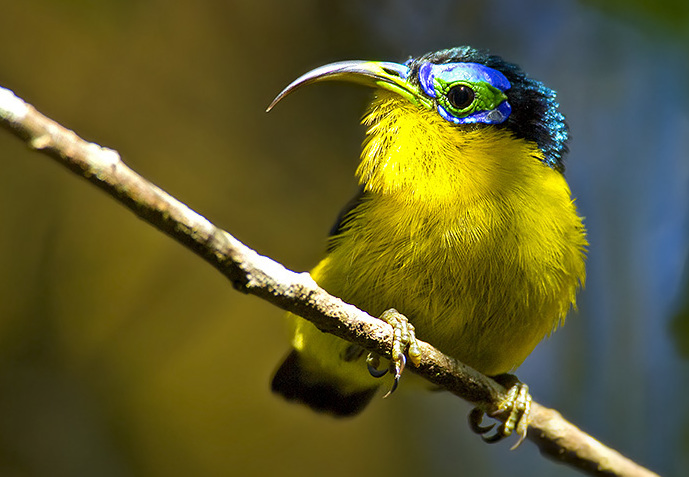
Kortsnavelhoningasitie (Neodrepanis hypoxantha)
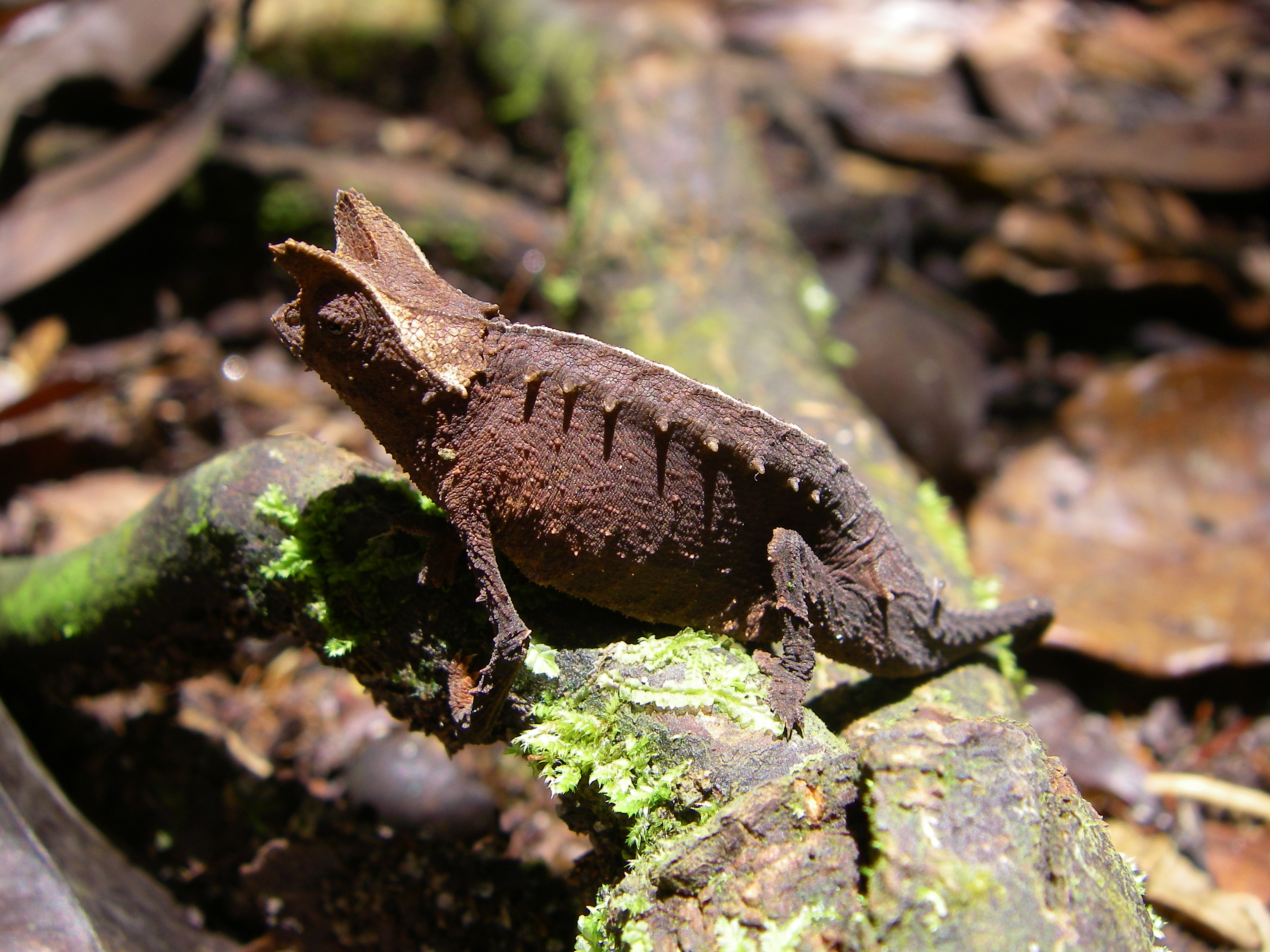
Wenkbrauwkameleon (Brookesia superciliaris)
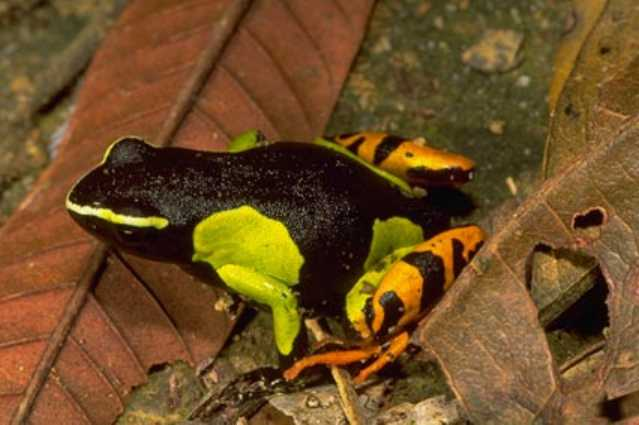
Mantella baroni
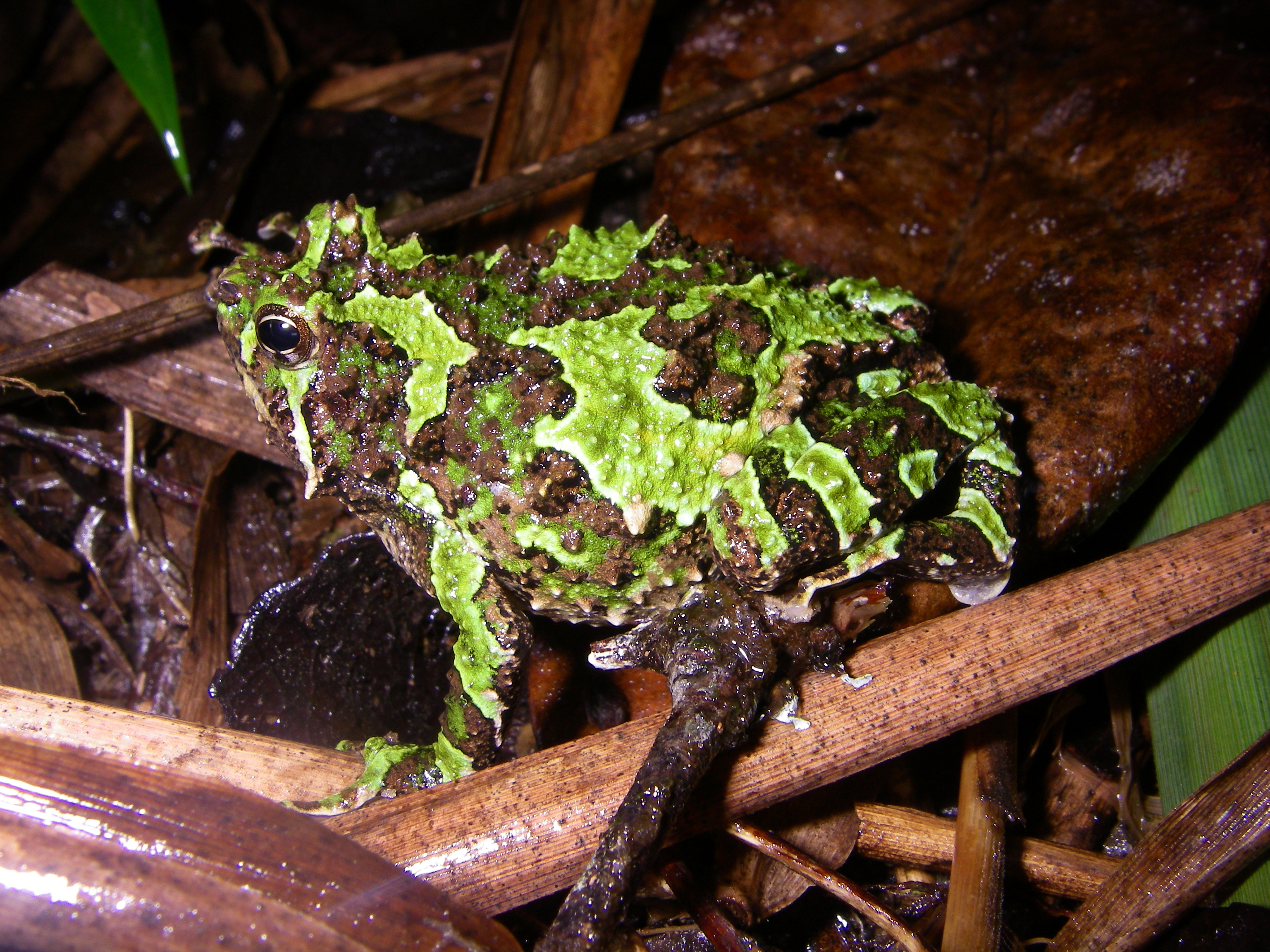
Scaphiophryne spinosa
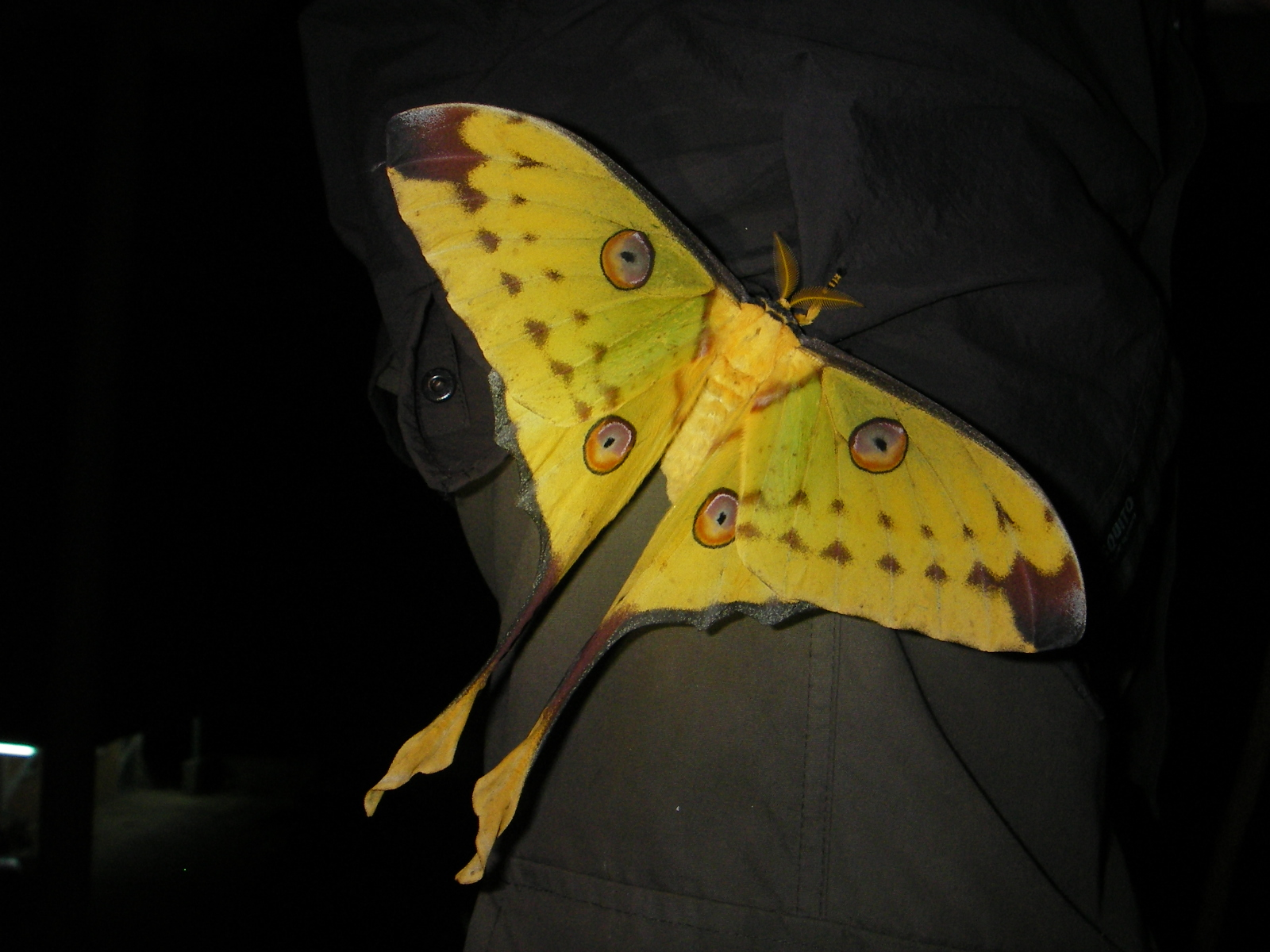
Komeetstaartvlinder (Argema mittrei)
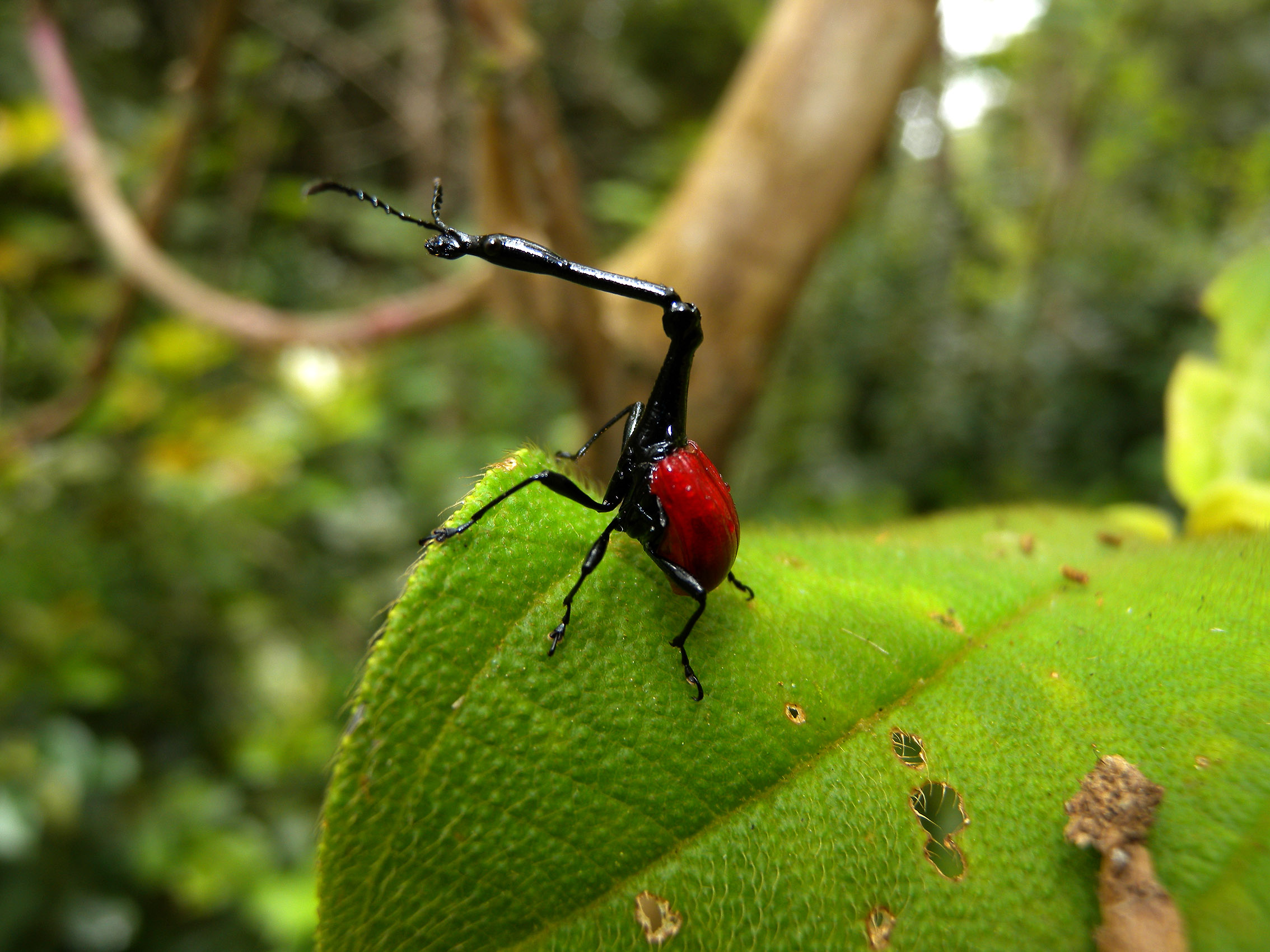
Trachelophorus giraffa
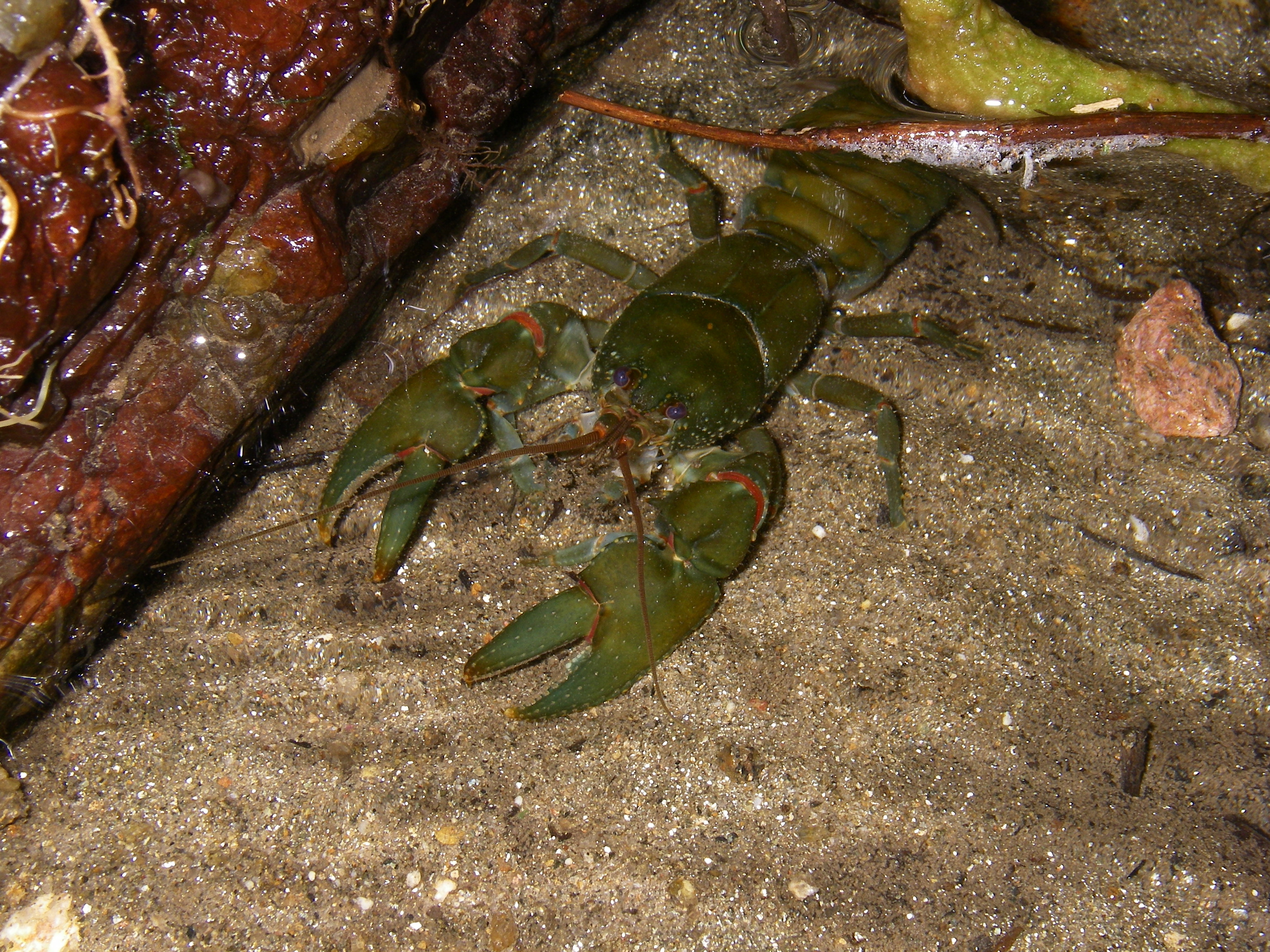
Astacoides betsileoensis